# Temporada 2009-2010 de la Unió Esportiva Sant Andreu
Dades de la Temporada 2009-2010 de la UE Sant Andreu.

## Plantilla

### Jugadors
Els futbolistes que formen la plantilla 2009-2010 de la Unió Esportiva Sant Andreu són els següents:
| N. | Pos. | Nac. | Jugador                              |
| -- | ---- | --- | ------------------------------------ |
| 1  | POR  | [[Fitxer:Flag of Catalonia.svg\|23x15px\|border \|alt=Catalunya\|link=Selecció de futbol de Catalunya\|{{#if:\|]]                                   | Pau Torres Riba                      |
| 2  | DEF  | [[Fitxer:Flag of Aragon.svg\|23x15px\|border \|alt=Aragó\|link=Selecció de futbol d'Aragó\|{{#if:\|]]                                               | Luis Eduardo Delgado Pacheco, "Luso" |
| 3  | DEF  | [[Fitxer:Flag of Catalonia.svg\|23x15px\|border \|alt=Catalunya\|link=Selecció de futbol de Catalunya\|{{#if:\|]]                                   | Jonathan de Amo Pérez                |
| 4  | DEF  | [[Fitxer:Flag of Catalonia.svg\|23x15px\|border \|alt=Catalunya\|link=Selecció de futbol de Catalunya\|{{#if:\|]]                                   | Ismael Moyano Navas                  |
| 5  | DEF  | [[Fitxer:Flag of Andalucía.svg\|23x15px\|border \|alt=Andalusia\|link=Selecció de futbol d'Andalusia\|{{#if:\|]]                                    | Manuel Rueda García                  |
| 6  | MIG  | [[Fitxer:Flag of the Community of Madrid.svg\|23x15px\|border \|alt=Comunitat de Madrid\|link=Selecció de futbol de Comunitat de Madrid\|{{#if:\|]] | Juan Manuel Pons Bascones            |
| 7  | DAV  | [[Fitxer:Flag of Catalonia.svg\|23x15px\|border \|alt=Catalunya\|link=Selecció de futbol de Catalunya\|{{#if:\|]]                                   | Francesc Piera Martínez              |
| 8  | MIG  | [[Fitxer:Flag of France (1794–1815, 1830–1974).svg\|23x15px\|border \|alt=França\|link=Selecció de futbol de França\|{{#if:\|]]                     | Xavier Moro León                     |
| 9  | DAV  | [[Fitxer:Flag of the Balearic Islands.svg\|23x15px\|border \|alt=Illes Balears\|link=Selecció de futbol de les Illes Balears\|{{#if:\|]]            | Marcos Jiménez de la Espada Martín   |
| 10 | MIG  | [[Fitxer:Flag of Catalonia.svg\|23x15px\|border \|alt=Catalunya\|link=Selecció de futbol de Catalunya\|{{#if:\|]]                                   | Manuel Lanzarote Bruno               |
| 11 | MIG  | [[Fitxer:Flag of Catalonia.svg\|23x15px\|border \|alt=Catalunya\|link=Selecció de futbol de Catalunya\|{{#if:\|]]                                   | Abraham Minero Fernández             |

| N. | Pos. | Nac. | Jugador                               |
| -- | ---- | --- | ------------------------------------- |
| 12 | MIG  | [[Fitxer:Flag of Catalonia.svg\|23x15px\|border \|alt=Catalunya\|link=Selecció de futbol de Catalunya\|{{#if:\|]]                              | Ramon Masó Vallmajó                   |
| 13 | POR  | [[Fitxer:Flag of Catalonia.svg\|23x15px\|border \|alt=Catalunya\|link=Selecció de futbol de Catalunya\|{{#if:\|]]                              | José Miguel Morales Martínez (Capità) |
| 14 | MIG  | [[Fitxer:Flag of Castile and León.svg\|23x15px\|border \|alt=Castella i Lleó\|link=Selecció de futbol de Castella i Lleó\|{{#if:\|]]           | Héctor Bueno Ávila                    |
| 15 | DEF  | [[Fitxer:Flag of Paraguay.svg\|23x15px\|border \|alt=Paraguai\|link=Selecció de futbol del Paraguai\|{{#if:\|]]                                | Ángel Roberto Amarilla Lezcano        |
| 16 | DAV  | [[Fitxer:Flag of Catalonia.svg\|23x15px\|border \|alt=Catalunya\|link=Selecció de futbol de Catalunya\|{{#if:\|]]                              | Francesc Aday Benítez Caraballo       |
| 17 | DAV  | [[Fitxer:Flag of the Valencian Community (2x3).svg\|23x15px\|border \|alt=País Valencià\|link=Selecció de futbol del País Valencià\|{{#if:\|]] | Alfredo Juan Mayordomo                |
| 18 | MIG  | [[Fitxer:Flag of Catalonia.svg\|23x15px\|border \|alt=Catalunya\|link=Selecció de futbol de Catalunya\|{{#if:\|]]                              | Pere Tarradellas Cámara               |
| 19 | DEF  | [[Fitxer:Flag of Catalonia.svg\|23x15px\|border \|alt=Catalunya\|link=Selecció de futbol de Catalunya\|{{#if:\|]]                              | Francisco Grima Aguilera              |
| 20 | DAV  | [[Fitxer:Flag of Asturias.svg\|23x15px\|border \|alt=Astúries\|link=Selecció de futbol d'Astúries\|{{#if:\|]]                                  | David Miguélez Miguel                 |
| 21 | DAV  | [[Fitxer:Flag of Catalonia.svg\|23x15px\|border \|alt=Catalunya\|link=Selecció de futbol de Catalunya\|{{#if:\|]]                              | Francesc Martínez Jiménez, "Keko"     |
| 22 | MIG  | [[Fitxer:Flag of Catalonia.svg\|23x15px\|border \|alt=Catalunya\|link=Selecció de futbol de Catalunya\|{{#if:\|]]                              | Daniel Martí Varela (Capità)          |

### Cos tècnic
- Entrenador:  José Ignacio "Natxo" González Sáenz
  - Segon entrenador:  Carles Claramunt Salvo
  - Metge:  Dr. Jordi Solsona Martínez
  - Secretari tècnic:  Bernardo Tapia Montiel
  - Observador:  Javier Recio Delgado
  - Delegat:  Miquel Jové Puig

### Mercat d'estiu 2009

#### Altes
| N. | Pos. | Nac. | Jugador                                                    |
| -- | ---- | --- | ---------------------------------------------------------- |
| 1  | POR  | [[Fitxer:Flag of Catalonia.svg\|23x15px\|border \|alt=Catalunya\|link=Selecció de futbol de Catalunya\|{{#if:\|]]                              | Pau Torres Riba (del Terrassa FC)                          |
| 3  | DEF  | [[Fitxer:Flag of Catalonia.svg\|23x15px\|border \|alt=Catalunya\|link=Selecció de futbol de Catalunya\|{{#if:\|]]                              | Jonathan de Amo Pérez (del juvenil de la UE Castelldefels) |
| 15 | DEF  | [[Fitxer:Flag of Paraguay.svg\|23x15px\|border \|alt=Paraguai\|link=Selecció de futbol del Paraguai\|{{#if:\|]]                                | Ángel Roberto Amarilla Lezcano (de la UD Alzira)           |
| 18 | DEF  | [[Fitxer:Flag of Catalonia.svg\|23x15px\|border \|alt=Catalunya\|link=Selecció de futbol de Catalunya\|{{#if:\|]]                              | Pere Tarradellas Cámara (del CF Gavà)                      |
| 19 | DEF  | [[Fitxer:Flag of Catalonia.svg\|23x15px\|border \|alt=Catalunya\|link=Selecció de futbol de Catalunya\|{{#if:\|]]                              | Francisco Grima Aguilera (del CD Atlètic Balears)          |
| 8  | MIG  | [[Fitxer:Flag of France (1794–1815, 1830–1974).svg\|23x15px\|border \|alt=França\|link=Selecció de futbol de França\|{{#if:\|]]                | Xavier Moro León (de la UD Mérida)                         |
| 12 | MIG  | [[Fitxer:Flag of Catalonia.svg\|23x15px\|border \|alt=Catalunya\|link=Selecció de futbol de Catalunya\|{{#if:\|]]                              | Ramon Masó Vallmajó (de la UD Cassà)                       |
| 14 | MIG  | [[Fitxer:Flag of Castile and León.svg\|23x15px\|border \|alt=Castella i Lleó\|link=Selecció de futbol de Castella i Lleó\|{{#if:\|]]           | Héctor Bueno Ávila (del CF Badalona)                       |
| 9  | DAV  | [[Fitxer:Flag of the Balearic Islands.svg\|23x15px\|border \|alt=Illes Balears\|link=Selecció de futbol de les Illes Balears\|{{#if:\|]]       | Marcos Jiménez de la Espada Martín (de l'Oriola CF)        |
| 16 | DAV  | [[Fitxer:Flag of Catalonia.svg\|23x15px\|border \|alt=Catalunya\|link=Selecció de futbol de Catalunya\|{{#if:\|]]                              | Francesc Aday Benítez Caraballo (del CE Premià)            |
| 17 | DAV  | [[Fitxer:Flag of the Valencian Community (2x3).svg\|23x15px\|border \|alt=País Valencià\|link=Selecció de futbol del País Valencià\|{{#if:\|]] | Alfredo Juan Mayordomo (de l'Ontinyent CF)                 |
| 20 | DAV  | [[Fitxer:Flag of Asturias.svg\|23x15px\|border \|alt=Astúries\|link=Selecció de futbol d'Astúries\|{{#if:\|]]                                  | David Miguélez Miguel (de la RB Linense)                   |
| 21 | DAV  | [[Fitxer:Flag of Catalonia.svg\|23x15px\|border \|alt=Catalunya\|link=Selecció de futbol de Catalunya\|{{#if:\|]]                              | Francesc Martínez Jiménez, "Keko" (del CF Gavà)            |

#### Baixes
| N. | Pos. | Nac. | Jugador                                        |
| -- | ---- | --- | ---------------------------------------------- |
| —  | POR  | [[Fitxer:Flag of the Balearic Islands.svg\|23x15px\|border \|alt=Illes Balears\|link=Selecció de futbol de les Illes Balears\|{{#if:\|]] | Gerardo José Rubio Ortuño (al Terrassa FC)     |
| —  | DEF  | [[Fitxer:Flag of Italy.svg\|23x15px\|border \|alt=Itàlia\|link=Selecció de futbol d'Itàlia\|{{#if:\|]]                                   | Davide Grassi (a l'Águilas CF)                 |
| —  | DEF  | [[Fitxer:Flag of Andalucía.svg\|23x15px\|border \|alt=Andalusia\|link=Selecció de futbol d'Andalusia\|{{#if:\|]]                         | Juan Luis Guirado Aldeguer (a la UD Marbella)  |
| —  | DEF  | [[Fitxer:Bandera de Navarra.svg\|23x15px\|border \|alt=Navarra\|link=Selecció de futbol de Navarra\|{{#if:\|]]                           | Igotz Garde Gómez (al CF Badalona)             |
| —  | MIG  | [[Fitxer:Flag of the Region of Murcia.svg\|23x15px\|border \|alt=Regió de Múrcia\|link=Selecció de futbol de Múrcia\|{{#if:\|]]          | Francisco José Lorca Martínez (a l'Águilas CF) |
| —  | MIG  | [[Fitxer:Flag of Catalonia.svg\|23x15px\|border \|alt=Catalunya\|link=Selecció de futbol de Catalunya\|{{#if:\|]]                        | Hèctor Besora Capell (al FC Benavent)          |
| —  | MIG  | [[Fitxer:Flag of the Basque Country.svg\|23x15px\|border \|alt=País Basc\|link=Selecció de futbol del País Basc\|{{#if:\|]]              | Jorge Sánchez Pérez (a la UE Castelldefels)    |
| —  | MIG  | [[Fitxer:Flag of Catalonia.svg\|23x15px\|border \|alt=Catalunya\|link=Selecció de futbol de Catalunya\|{{#if:\|]]                        | Eugeni "Pitu" Plazuelo Molina (al CD Blanes)   |
| —  | MIG  | [[Fitxer:Flag of Cantabria.svg\|23x15px\|border \|alt=Cantàbria\|link=Selecció de futbol de Cantàbria\|{{#if:\|]]                        | Pablo Sierra Madrazo (sense equip)             |
| —  | DAV  | [[Fitxer:Flag of Catalonia.svg\|23x15px\|border \|alt=Catalunya\|link=Selecció de futbol de Catalunya\|{{#if:\|]]                        | Eduard Oriol Gràcia (al FC Barcelona Atlètic)  |
| —  | DAV  | [[Fitxer:Flag of the Basque Country.svg\|23x15px\|border \|alt=País Basc\|link=Selecció de futbol del País Basc\|{{#if:\|]]              | David Karanka de la Hoz (al CD Guijuelo)       |
| —  | DAV  | [[Fitxer:Bandera de Navarra.svg\|23x15px\|border \|alt=Navarra\|link=Selecció de futbol de Navarra\|{{#if:\|]]                           | Gorka de Carlos García (sense equip)           |

## Pretemporada
- Stage de pretemporada: del 26 de juliol fins al 31 de juliol pretemporada a Alp, (Baixa Cerdanya).
- 1 d'agost: CD Masnou 1:1 UE Sant Andreu, amistós disputat al Municipal del Masnou.
- 5 d'agost: UE Sant Andreu 2:0 UE Sants (partit de 45 min), triangular de la primera fase del XXIV Torneig d'Històrics del Futbol Català, disputat al Camp Municipal Narcís Sala.
- 5 d'agost: UE Sant Andreu 0:0 CE Premià (partit de 45 min), triangular de la primera fase del XXIV Torneig d'Històrics del Futbol Català, disputat al Camp Municipal Narcís Sala. El Premià passa a la següent ronda, en superar la tanda de penals.
- 9 d'agost: CE L'Hospitalet 1:1 UE Sant Andreu, tercera eliminatòria de la Copa Catalunya, disputada a l'Estadi Municipal de Futbol de l'Hospitalet. L'Hospitalet passa a la següent ronda, en superar la tanda de penals.
- 12 d'agost: CF Olesa 0:5 UE Sant Andreu, amistós disputat al Municipal de Can Tries (barri de Viladecavalls).
- 15 d'agost: Palamós CF 1:0 UE Sant Andreu (partit de 45 min), triangular disputat a l'Estadi Josep Pla i Arbonés, a Palafrugell.
- 15 d'agost: FC Palafrugell 0:2 UE Sant Andreu (partit de 45 min), triangular disputat a l'Estadi Josep Pla i Arbonés, a Palafrugell.
- 19 d'agost: UE Castelldefels 0:2 UE Sant Andreu, amistós disputat al Municipal dels Canyars, a Castelldefels.
- 22 d'agost: CF Reus Deportiu 0:0 UE Sant Andreu, amistós disputat al Camp Municipal d'Esports de Reus.

## Lliga (Segona B)
Vegeu Temporada 2009-2010 de la Segona divisió B espanyola de futbol
- Segona Divisió B, grup 3r: campió. Classificat per a la promoció d'ascens a Segona A.

### Primera volta
| 30 d'agost de 2009 | UE Lleida                                          | 1:1 | UE Sant Andreu                                                  |                                                    |  |
| 19:00              | Miki 18' · Marc Sellarès 52' · Dani Marín 56', 88' |     | 35' Moyano · 43' Abraham · 55' Dani Martí · 76' Keko · 83' Luso | Camp d'Esports, Lleida · Antonio García Castillo · |  |

| 6 de setembre de 2009 | UE Sant Andreu | 1:0 | Terrassa FC |                            |  |
| 18:00                 |                |     |             | Narcís Sala, Sant Andreu · |  |

| 12 de setembre de 2009 | València CF Mestalla | 2:3 | UE Sant Andreu |                             |  |
| 19:00                  |                      |     |                | Ciutat Esportiva, Paterna · |  |

| 20 de setembre de 2009 | UE Sant Andreu | 0:0 | Oriola CF |                            |  |
| 18:00                  |                |     |           | Narcís Sala, Sant Andreu · |  |

| 23 de setembre de 2009 | CF Badalona | 1:2 | UE Sant Andreu |                       |  |
| 20:00                  |             |     |                | Centenari, Badalona · |  |

| 27 de setembre de 2009 | UE Sant Andreu | 3:2 | FC Barcelona Atlètic |                            |  |
| 12:00                  |                |     |                      | Narcís Sala, Sant Andreu · |  |

| 4 d'octubre de 2009 | Benidorm CF | 2:4 | UE Sant Andreu |                     |  |
| 18:00               |             |     |                | Foietes, Benidorm · |  |

| 12 d'octubre de 2009 | UE Sant Andreu | 2:0 | CF Gavà |                            |  |
| 12:00                |                |     |         | Narcís Sala, Sant Andreu · |  |

| 18 d'octubre de 2009 | CD Dénia | 0:0 | UE Sant Andreu |                     |  |
| 17:00                |          |     |                | Camp Nou de Dénia · |  |

| 25 d'octubre de 2009 | UE Sant Andreu | 0:0 | RCD Mallorca B |                            |  |
| 12:00                |                |     |                | Narcís Sala, Sant Andreu · |  |

| 1 de novembre de 2009 | UE Sant Andreu | 2:1 | CE Sabadell FC |                            |  |
| 12:00                 |                |     |                | Narcís Sala, Sant Andreu · |  |

| 8 de novembre de 2009 | UD Logroñés | 0:0 | UE Sant Andreu |                        |  |
| 17:00                 |             |     |                | Las Gaunas, Logronyo · |  |

| 15 de novembre de 2009 | UE Sant Andreu | 3:0 | CE Alcoià |                            |  |
| 12:00                  |                |     |           | Narcís Sala, Sant Andreu · |  |

| 22 de novembre de 2009 | CF Sporting Mahonés | 2:0 | UE Sant Andreu |                 |  |
| 12:00                  |                     |     |                | Bintaufa, Maó · |  |

| 29 de novembre de 2009 | UE Sant Andreu | 2:0 | UDA Gramenet |                            |  |
| 12:00                  |                |     |              | Narcís Sala, Sant Andreu · |  |

| 6 de desembre de 2009 | RCD Espanyol B | 0:1 | UE Sant Andreu |                                  |  |
| 12:00                 |                |     |                | Ciutat Esportiva de Sant Adrià · |  |

| 13 de desembre de 2009 | UE Sant Andreu | 3:2 | Alacant CF |                            |  |
| 12:00                  |                |     |            | Narcís Sala, Sant Andreu · |  |

| 20 de desembre de 2009 | Villajoyosa CF | 0:1 | UE Sant Andreu |                           |  |
| 17:00                  |                |     |                | Nou Pla, la Vila Joiosa · |  |

| 3 de gener de 2010 | UE Sant Andreu | 2:0 | Ontinyent CF |                            |  |
| 12:00              |                |     |              | Narcís Sala, Sant Andreu · |  |

### Segona volta de la Lliga
| 10 de gener de 2010 | UE Sant Andreu | 5:1 | UE Lleida |                            |  |
| 12:00               |                |     |           | Narcís Sala, Sant Andreu · |  |

| 17 de gener de 2010 | Terrassa FC | 1:3 | UE Sant Andreu |                     |  |
| 17:00               |             |     |                | Olímpic, Terrassa · |  |

| 24 de gener de 2010 | UE Sant Andreu | 1:0 | València CF Mestalla |                            |  |
| 12:00               |                |     |                      | Narcís Sala, Sant Andreu · |  |

| 31 de gener de 2010 | Oriola CF | 1:3 | UE Sant Andreu |                     |  |
| 17:00               |           |     |                | Los Arcos, Oriola · |  |

| 7 de febrer de 2010 | UE Sant Andreu | 3:1 | CF Badalona |                            |  |
| 12:00               |                |     |             | Narcís Sala, Sant Andreu · |  |

| 13 de febrer de 2010 | FC Barcelona Atlètic | 2:1 | UE Sant Andreu |                          |  |
| 16:00                |                      |     |                | Mini Estadi, Barcelona · |  |

| 21 de febrer de 2010 | UE Sant Andreu | 3:1 | Benidorm CF |                            |  |
| 12:00                |                |     |             | Narcís Sala, Sant Andreu · |  |

| 28 de febrer de 2010 | CF Gavà | 0:0 | UE Sant Andreu |                   |  |
| 12:00                |         |     |                | La Bòbila, Gavà · |  |

| 7 de març de 2010 | UE Sant Andreu | 2:1 | CD Dénia |                            |  |
| 12:00             |                |     |          | Narcís Sala, Sant Andreu · |  |

| 13 de març de 2010 | RCD Mallorca B | 3:2 | UE Sant Andreu |                       |  |
| 16:00              |                |     |                | Son Bibiloni, Palma · |  |

| 21 de març de 2010 | CE Sabadell FC | 1:0 | UE Sant Andreu |                            |  |
| 17:00              |                |     |                | Nova Creu Alta, Sabadell · |  |

| 28 de març de 2010 | UE Sant Andreu | 2:2 | UD Logroñés |                            |  |
| 12:00              |                |     |             | Narcís Sala, Sant Andreu · |  |

| 4 d'abril de 2010 | CE Alcoià | 3:1 | UE Sant Andreu |                    |  |
| 12:00             |           |     |                | El Collao, Alcoi · |  |

| 11 d'abril de 2010 | UE Sant Andreu | 1:1 | CF Sporting Mahonés |                            |  |
| 12:00              |                |     |                     | Narcís Sala, Sant Andreu · |  |

| 14 d'abril de 2010 | UDA Gramenet | 0:5 | UE Sant Andreu |                              |  |
| 20:30              |              |     |                | Can Peixauet, Santa Coloma · |  |

| 18 d'abril de 2010 | UE Sant Andreu | 1:0 | RCD Espanyol B |                            |  |
| 17:00              |                |     |                | Narcís Sala, Sant Andreu · |  |

| 24 d'abril de 2010 | Alacant CF | 0:1 | UE Sant Andreu |                            |  |
| 18:30              |            |     |                | José Rico Pérez, Alacant · |  |

| 2 de maig de 2010 | UE Sant Andreu | 2:2 | Villajoyosa CF |                            |  |
| 17:00             |                |     |                | Narcís Sala, Sant Andreu · |  |

| 9 de maig de 2010 | Ontinyent CF | 2:0 | UE Sant Andreu |                          |  |
| 18:00             |              |     |                | El Clariano, Ontinyent · |  |

## Eliminatòria d'ascens directe a Segona A

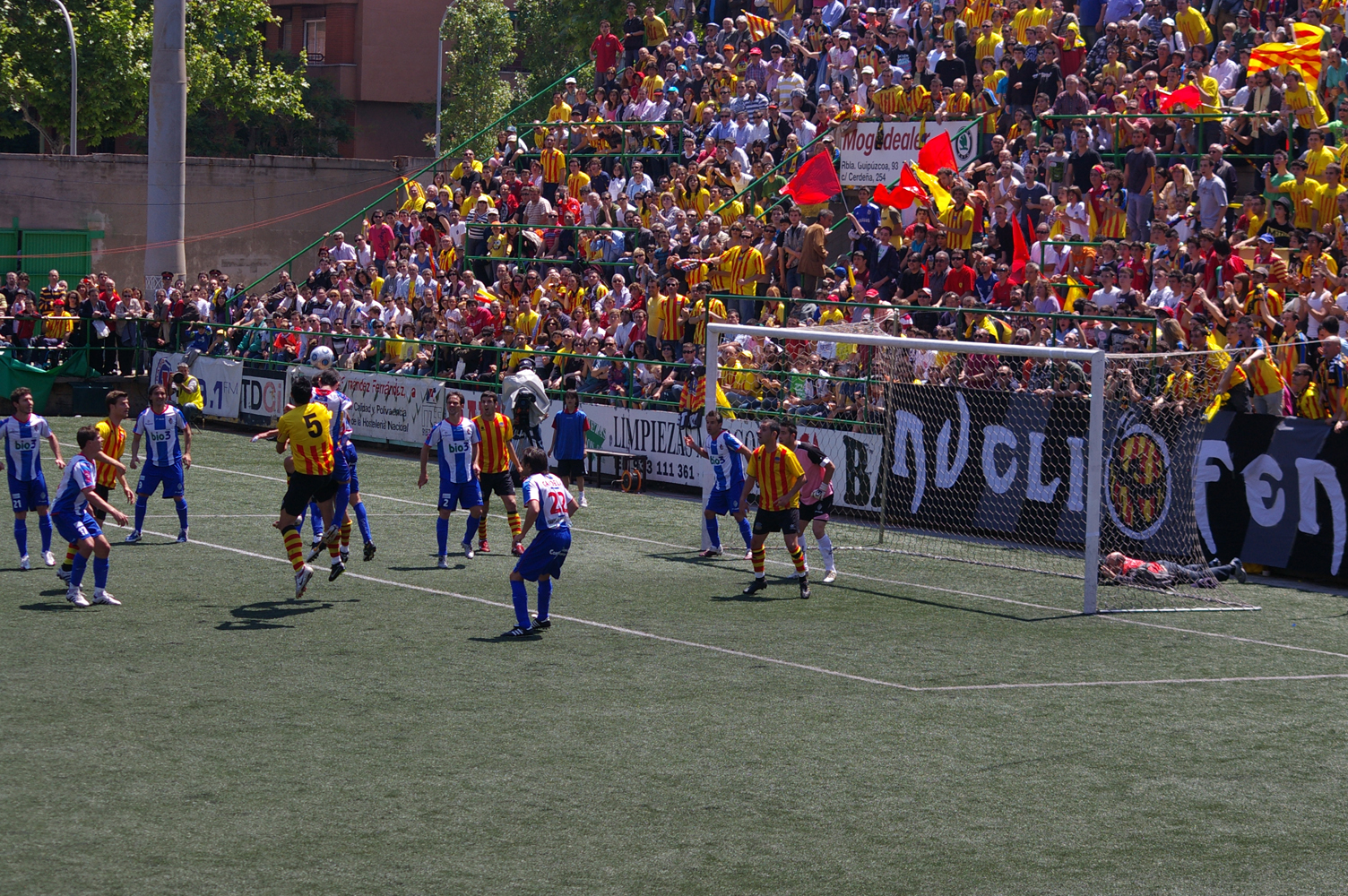
El Sant Andreu jugant l'eliminatòria d'ascens directe a Segona divisió A contra la SD Ponferradina, al Narcís Sala.

El Sant Andreu va disputar l'eliminatòria d'ascens directe a Segona A, en quedar campió del grup 3 de la lliga regular.
| 16 de maig de 2010 | UE Sant Andreu                                                                          | 0:1 | SD Ponferradina                       |                                                  |  |
| 12:00              | Héctor Bueno 22' Xavi Moro 35' Rueda 42', 60' Dani Martí 76' Tarradellas 78' Moyano 89' |     | 43' Jonathan · 52' 70' Jonathan Valle | Narcís Sala, Sant Andreu · Pedro Sureda Cuenca · |  |

| 23 de maig de 2010 | SD Ponferradina             | 0:1 | UE Sant Andreu                                                          |                                                   |  |
| 20:00              | Óscar de Paula 72' Jano 77' |     | 68' Keko · 75' Moyano · 82' 101' Amarilla · 89' Dani Martí · 111' Máyor | El Toralín, Ponferrada · Pablo González Fuertes · |  |

El Sant Andreu no puja a Segona A, en caure derrotat a la tanda de penals pel resultat de 9:8.

## Promoció d'ascens a Segona A
2a eliminatòria
| 30 de maig de 2010 | Univ. Las Palmas GC CF    | 0:2 | UE Sant Andreu                                     |                                                        |  |
| 12:00 (WEST)       | Sergio 40' Yeray Soto 89' |     | 30' Tarradellas · 42' 82' Máyor · 85' 87' Miguélez | Pepe Gonçalvez, Las Palmas · Eduardo Prieto Iglesias · |  |

| 6 de juny de 2010 | UE Sant Andreu                              | 2:2 | Univ. Las Palmas GC CF                                                                  |                                                     |  |
| 18:30             | Miguélez 37' · Moyano 63' · Tarradellas 87' |     | 24' Futre · 40' Cristo Marrero · 67' Sergio · 69' 75' Ángel Sánchez · 89' Nacho Quirino | Narcís Sala, Sant Andreu · Valentín Pizarro Gómez · |  |

3a eliminatòria
| 13 de juny de 2010 | FC Barcelona Atlètic                      | 1:0 | UE Sant Andreu                                                 |                                                      |  |
| 20:00              | Víctor Vázquez 44' · Jonathan Soriano 88' |     | 44' Xavi Moro 54' Moyano 77' Héctor Bueno 88' Luso 88' Abraham | Mini Estadi, Barcelona · Heriberto Ramos Rodríguez · |  |

| 20 de juny de 2010 | UE Sant Andreu                | 0:0 | FC Barcelona Atlètic |                                                           |  |
| 18:00              | Héctor Bueno 32' Miguélez 72' |     | 75' Benja            | Narcís Sala, Sant Andreu · Francisco Manuel Arias López · |  |

## Copa del Rei
El Sant Andreu va ser eliminat a la tercera eliminatòria per la UD Puertollano.
1a eliminatòria
| 26 d'agost de 2009 | UDA Gramenet | 0:3 | UE Sant Andreu |                              |  |
| 20:30              |              |     |                | Can Peixauet, Santa Coloma · |  |

2a eliminatòria
| 2 de setembre de 2009 | UE Sant Andreu | 3:1 | UD Melilla |                            |  |
| 20:30                 |                |     |            | Narcís Sala, Sant Andreu · |  |

3a eliminatòria
| 7 d'octubre de 2009 | UD Puertollano | 2:1 | UE Sant Andreu |                              |  |
|                     |                |     |                | Sánchez Menor, Puertollano · |  |